# Série de championnat de la Ligue américaine de baseball 1995
La Série de championnat de la Ligue américaine de baseball 1995 était la série finale de la Ligue américaine de baseball, dont l'issue a déterminé le représentant de cette ligue à la Série mondiale 1995, la grande finale des Ligues majeures.
Cette série quatre de sept débute le mardi 10 octobre 1995 et se termine le mardi 17 octobre par une victoire des Indians de Cleveland, quatre victoires à deux sur les Mariners de Seattle.

## Équipes en présence
Les Indians de Cleveland terminent la saison régulière 1995 avec le meilleur dossier victoires-défaites du baseball majeur : 100 victoires, contre seulement 44 défaites. Il s'agit pour Cleveland d'une première saison gagnante depuis 1986 et de leur première campagne de 100 victoires depuis leur saison de 111 gains en 1954. Ils décrochent un premier titre de la division Centrale, nouvellement créée, qu'ils dominent largement en terminant avec 30 victoires de plus que l'équipe de seconde place, les Royals de Kansas City. Cleveland termine en première place de sa division pour la première fois en 41 ans.
Avec 79 victoires et 66 défaites durant la saison, les Mariners de Seattle coiffent les Angels de la Californie en tête de la section Ouest, avec une seule victoire de plus, obtenue à l'occasion d'un match-suicide disputé pour départager les deux clubs et déterminer le champion de la division. C'est une année de grande première pour les Mariners, qui remportent un premier championnat de division depuis les débuts de la franchise en 1977. Seattle remporte dans la limite de cinq matchs une enlevante Série de divisions face aux Yankees de New York, qualifiés pour les séries éliminatoires à titre de meilleurs deuxièmes de la Ligue américaine avec une fiche victoires-défaites de 79-65.
De leur côté, les Indians sont opposés en première ronde éliminatoire aux Red Sox de Boston, champions de la division Est avec une fiche de 86-58. Cleveland remporte trois victoires de suite pour éliminer Boston.
La Série de championnat de 1995 est la première à être précédée de Séries de divisions depuis 1981, où une ronde éliminatoire supplémentaire avait été ajoutée en raison de circonstances exceptionnelles. C'est la première fois en 1995 que sont jouées les séries d'après-saison à trois rondes telles qu'on les connaît depuis.

## Déroulement de la série

### Calendrier des rencontres
| Match | Date       | Visiteur             | Hôte                 | Score              |
| ----- | ---------- | -------------------- | -------------------- | ------------------ |
| 1     | 10 octobre | Indians de Cleveland | Mariners de Seattle  | 2 - 3              |
| 2     | 11 octobre | Indians de Cleveland | Mariners de Seattle  | 5 - 2              |
| 3     | 13 octobre | Mariners de Seattle  | Indians de Cleveland | 5 - 2 (11 manches) |
| 4     | 14 octobre | Mariners de Seattle  | Indians de Cleveland | 0 - 7              |
| 5     | 15 octobre | Mariners de Seattle  | Indians de Cleveland | 2 - 3              |
| 6     | 17 octobre | Indians de Cleveland | Tigers de Detroit    | 4 - 0              |

### Match 1
Mardi 10 octobre 1995 au Kingdome, Seattle, Washington.
| Indians de Cleveland | 0 | 0 | 1 | 0 | 0 | 0 | 1 | 0 | 0 | 2 | 10 | 1 |
| Mariners de Seattle | 0 | 2 | 0 | 0 | 0 | 0 | 1 | 0 | X | 3 | 7  | 0 |
| Lanceurs partants : CLE : Dennis Martínez SEA : Bob Wolcott Vic. : Bob Wolcott (1-0) Déf. : Dennis Martínez (0-1) Sauv. : Norm Charlton (1) HRs : CLE : Albert Belle (1) SEA : Mike Blowers (1) |   |   |   |   |   |   |   |   |   |   |    |   |

### Match 2
Mercredi 11 octobre 1995 au Kingdome, Seattle, Washington.
| Indians de Cleveland | 0 | 0 | 0 | 0 | 2 | 2 | 0 | 1 | 0 | 5 | 12 | 0 |
| Mariners de Seattle | 0 | 0 | 0 | 0 | 0 | 1 | 0 | 0 | 1 | 2 | 6  | 1 |
| Lanceurs partants : CLE : Orel Hershiser SEA : Tim Belcher Vic. : Orel Hershiser (1-0) Déf. : Tim Belcher (0-1) HRs : CLE : Manny Ramírez (1, 2) SEA : Jay Buhner (1), Ken Griffey, Jr. (1) |   |   |   |   |   |   |   |   |   |   |    |   |

### Match 3
Vendredi 13 octobre 1995 au Jacobs Field, Cleveland, Ohio.
| Mariners de Seattle | 0 | 1 | 1 | 0 | 0 | 0 | 0 | 0 | 0 | 0         | 3 | 5 | 9 | 1 |
| Indians de Cleveland | 0 | 0 | 0 | 1 | 0 | 0 | 0 | 1 | 0 | {{{H10}}} | 0 | 2 | 4 | 2 |
| Lanceurs partants : SEA : Randy Johnson CLE : Charles Nagy Vic. : Norm Charlton (1-0) Déf. : Julián Tavárez (0-1) HRs : SEA : Jay Buhner (2, 3) |   |   |   |   |   |   |   |   |   |           |   |   |   |   |

### Match 4
Samedi 14 octobre 1995 au Jacobs Field, Cleveland, Ohio.
| Mariners de Seattle | 0 | 0 | 0 | 0 | 0 | 0 | 0 | 0 | 0 | 0 | 6 | 1 |
| Indians de Cleveland | 3 | 1 | 2 | 0 | 0 | 1 | 0 | 0 | X | 7 | 9 | 0 |
| Lanceurs partants : SEA : Andy Benes CLE : Ken Hill Vic. : Ken Hill (1-0) Déf. : Andy Benes (0-1) HRs: CLE : Eddie Murray (1), Jim Thome (1) |   |   |   |   |   |   |   |   |   |   |   |   |

### Match 5
Dimanche 15 octobre 1995 au Jacobs Field, Cleveland, Ohio.
| Mariners de Seattle | 0 | 0 | 1 | 0 | 1 | 0 | 0 | 0 | 0 | 2 | 5  | 2 |
| Indians de Cleveland | 1 | 0 | 0 | 0 | 0 | 2 | 0 | 0 | X | 3 | 10 | 4 |
| Lanceurs partants : SEA : Chris Bosio CLE : Orel Hershiser Vic. : Orel Hershiser (2-0) Déf. : Chris Bosio (0-1) Sauv. : José Mesa (1) HRs: CLE : Jim Thome (2) |   |   |   |   |   |   |   |   |   |   |    |   |

### Match 6
Mardi 17 octobre 1995 au Kingdome, Seattle, Washington.
| Indians de Cleveland | 0 | 0 | 0 | 0 | 1 | 0 | 0 | 3 | 0 | 4 | 8 | 0 |
| Mariners de Seattle | 0 | 0 | 0 | 0 | 0 | 0 | 0 | 0 | 0 | 0 | 4 | 1 |
| Lanceurs partants : CLE : Dennis Martínez SEA : Randy Johnson Vic. : Dennis Martínez (1-1) Déf. : Randy Johnson (0-1) HRs : CLE : Carlos Baerga (1) |   |   |   |   |   |   |   |   |   |   |   |   |

## Joueur par excellence

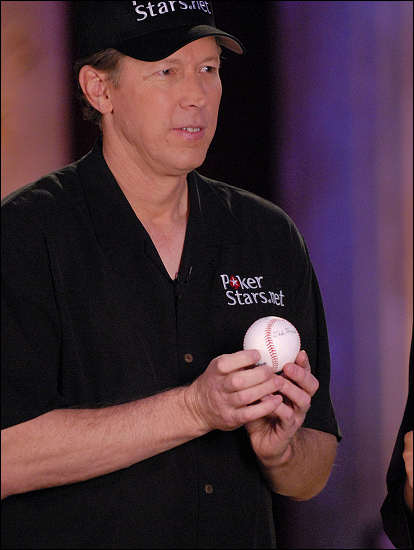
Orel Hershiser.

Le lanceur droitier Orel Hershiser, des Indians de Cleveland, est élu joueur par excellence de la Série de championnat 1995 de la Ligue américaine de baseball. Il est le lanceur gagnant des deux parties qu'il amorce au monticule et totalise 15 retraits sur des prises en 14 manches lancées. Sa moyenne de points mérités face aux Mariners n'est que de 1,29 avec seulement deux points mérités accordés à l'adversaire.
Après Steve Garvey et Dave Stewart, Hershiser devient le troisième joueur de l'histoire des majeures à remporter deux fois le titre de joueur par excellence d'une Série de championnat. Tout comme ces deux prédécesseurs, Hershiser obtient la récompense avec deux clubs différents, mais il a la distinction d'être le premier (et toujours le seul après la saison 2010) à la décrocher dans chacune des deux ligues. Dans la Ligue nationale, Hershiser avait été nommé joueur par excellence de la Série de championnat 1988 pour les Dodgers de Los Angeles, avant d'être élu joueur par excellence de la Série mondiale 1988. Toujours en date de 2010, Hershiser est l'un des huit joueurs à avoir gagné les titres de meilleur joueur d'une Série de championnat et de joueur par excellence de la Série mondiale, et le seul du lot à avoir reçu la première de ces deux récompenses en deux occasions.